# Eparchia Ungheni i Nisporeni
Eparchia Ungheni i Nisporeni – jedna z eparchii Mołdawskiego Kościoła Prawosławnego, ze stolicą w Ungheni. Ordynariuszem eparchii jest arcybiskup Ungheni i Nisporeni Piotr (Musteață), natomiast funkcje katedry pełni sobór św. Aleksandra Newskiego w Ungheni. Trwa budowa nowego soboru Herbowieckiej Ikony Matki Bożej w Ungheni.

## Historia
Eparchia została erygowana decyzją Rosyjskiego Kościoła Prawosławnego 6 października 2006 r. drogą wydzielenia z eparchii kiszyniowskiej. Pierwotnie obejmowała terytorium trzech rejonów Mołdawii: Ungheni, Nisporeni i Călărași. W 2010 r. w jej jurysdykcję przeniesiono jeszcze znajdujący się do tej pory w eparchii kagulskiej i komrackiej rejon Hîncești. 
W 2010 r. w eparchii działało 145 parafii, obsługiwanych przez 147 kapłanów. Eparchia dzieli się na cztery dekanaty odpowiadające podziałowi rejonów Mołdawii: Ungheni, Nisporeni, Călărași oraz Hîncești. 
Jedynym biskupem Ungheni i Nisporeni w dotychczasowej historii eparchii był Piotr (Musteață), sprawujący urząd od chirotonii w październiku 2006 r. do sierpnia roku następnego i ponownie od grudnia 2010 (w 2021 r. otrzymał godność arcybiskupa). 

## Monastery
Eparchii podlegają następujące monastery:
- monaster Frumoasa, żeński[10]
- monaster Hîncu, żeński[11]
- monaster Hîrbovăț, męski[12]
- monaster Hîrjauca, męski[13]
- monaster Răciula, żeński[14]
- monaster św. Jerzego w Ungheni[15]
- monaster Vărzărești, żeński[16]
- monaster Veverița, męski[17]
- skit św. Stefana Wielkiego, żeński[18]